# Mesapamea evidentis
Mesapamea evidentis là một loài bướm đêm trong họ Noctuidae.